# Communistische Partij van Birma

Vlag van de partij van 1939 tot 1946

De Communistische Partij van Birma is een communistische partij in Birma, het is de oudste partij in Birma. De partij wordt niet erkend door de Birmese autoriteiten, waardoor de partij illegaal is, de partij wordt vaak geassocieerd met de opstandige legers langs de grens van de Volksrepubliek China. De partij wordt vaak aangeduid als de Birma Communistische Partij (BCP) door zowel de Birmese regering als de buitenlandse media.